# Ghiacciaio della Punta Tersiva
Il ghiacciaio della Punta Tersiva si trova nel piccolo Gruppo del monte Emilius in Valle d'Aosta, alla base della parete nord della punta Tersiva (3515 m). Lo si può ammirare dalla val Clavalité nel comune di Fénis.
La sua estensione misura circa 0,40 ettari. Le sue caratteristiche principali sono: esposizione nord, spessore medio 10 metri, lunghezza 0,7 km circa, larghezza 0,3 km circa, inclinazione media 38°, quota massima 3450 metri circa, quota minima 2750 metri circa.
Da questo ghiacciaio nasce il torrente Clavalité, affluente del fiume Dora Baltea.

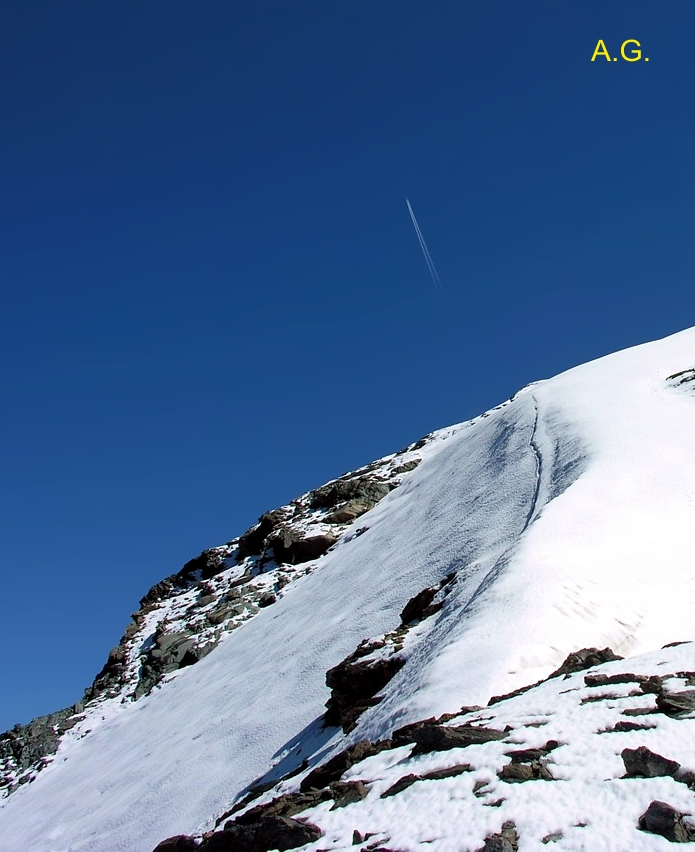
Ghiacciaio della punta Tersiva